# Гостиничный проезд
Гости́ничный прое́зд — улица на севере Москвы в районе Марфино Северо-Восточного административного округа, между улицей Комдива Орлова и Станционной улицей. Назван в 1958 году по Гостиничной улице.

## Расположение
Гостиничный проезд проходит с севера на юг, начинается от Станционной улицы около платформы «Окружная», проходит вдоль железной дороги Савёловского направления (перегон «Окружная» — «Тимирязевская»), пересекает Гостиничную улицу и заканчивается на улице Комдива Орлова.

## Учреждения и организации
- Дом 4, корпус 14 — дом посуды «Диамонд-Банк»;
- Дом 4А, строение 1 — Независимая инвестиционная компания;
- Дом 6, корпус 2 — НПП «Камелия»; СУ-65; кафе «Улыбка Востока»; Марфинские Бани, «Экспотранзит»:
- Дом 6 — автобусная станция «Гостиница ВВЦ»;
- Дом 8А — социальная гостиница «Марфино»;
- Дом 8, корпус 1 — гостиница «Шерстон»; «Энергостандарт»; журнал «Российская Миграция».